# Список Героев Советского Союза — участников боёв на Халхин-Голе
В данном списке представлены Герои Советского Союза, получившие это звание согласно Указам Президиума Верховного Совета СССР за боевые заслуги во время боевых действий на реке Халхин-Гол при отражении японского агрессивного нападения на Монгольскую Народную Республику (11 мая — 16 сентября 1939 года). Со стороны Красной Армии принимали участие в боевых действиях свыше 57 тысяч советских военнослужащих. Из них погибли в бою, умерли от ран и болезней, пропали без вести, погибли по другим причинам 9 703 человека, получили ранения 15 251 человек.
За проявленные в боях отвагу и геройство были награждены орденами и медалями свыше 17 000 советских военнослужащих. По многочисленным публикациям, звание Героя Советского Союза было присвоено 70 советским военнослужащим, участвовавшим в боевых действиях. Присвоение звания Героя за участие в боевых действиях на Халхин-Голе производилось указами Президиума Верховного Совета СССР от 29 августа 1939 (31 награждённый) и от 17 ноября 1939 (39 награждённых). Кроме того, за подвиги на Халхин-Голе трое военнослужащих стали первыми в СССР дважды Героями Советского Союза (отдельным указом от 29 августа 1939 года — С. И. Грицевец и Г. П. Кравченко, отдельным указом от 17 ноября 1939 года — Я. В. Смушкевич). Таким образом, всего звание Героя и дважды Героя Советского Союза за подвиги в боях на Халхин-Голе было присвоено 73 военнослужащим.
Имена удостоенных звания Героя посмертно выделены в таблице серым цветом.

## Список Героев
| №  | Дата присвоения звания Героя   | Ф. И. О                             | Воинское звание      | Должность | Дата рождения | Дата смерти | Краткое описание боевых заслуг и дальнейшей судьбы |
| -- | ------------------------------ | ----------------------------------- | -------------------- | --- | ------------- | ----------- | --- |
| 1  | указ от 29.08.1939             | Абрамов, Константин Николаевич      | Майор                | командир танкового батальона 11-й лёгкой танковой бригады                                                                        | 08.05.1912    | 21.07.1998  | Многократно отличился в боях, проявляя личный героизм, в том числе в Баин-Цаганском сражении. В Великой Отечественной войне — командир танковой бригады, тяжело ранен. Генерал-полковник (1967). С 1987 года в отставке. |
| 2  | указ от 29.08.1939             | Агибалов, Михаил Павлович           | Старший лейтенант    | командир танковой роты 11-й лёгкой танковой бригады                                                                              | 08.11.1911    | 17.10.1941  | Многократно отличился в танковых атаках, проявляя личный героизм, в том числе в Баин-Цаганском сражении. В Великой Отечественной войны командовал танковым батальоном. Капитан Агибалов погиб смертью храбрых в бою на Западном фронте. |
| 3  | указ от 17.11.1939 (посмертно) | Аминев, Виктор Алексеевич           | Младший комвзвод     | командир бронемашины 8-й мотоброневой бригады                                                                                    | 15.05.1913    | 28.08.1939  | В трёх боях в ходе Баин-Цаганского сражения уничтожил 6 танков, 2 бронемашины, 2 артиллерийских орудия. Погиб в бою в последние дни боёв. |
| 4  | указ от 29.08.1939 (посмертно) | Аношин, Михаил Степанович           | Младший комвзвод     | старший механик-водитель танка 11-й лёгкой танковой бригады                                                                      | 20.11.1915    | 09.07.1939  | В ходе Баин-Цаганского сражения 3 июля 1939 года прорвался в глубину японской обороны, где танк завяз в болоте и был повреждён. Собрал экипажи подбитых машин и организовал круговую оборону. Более суток танкисты вели бой, затем прорвались к своим. Позднее погиб в бою. |
| 5  | указ от 17.11.1939             | Артамонов, Владимир Иванович        | Капитан              | командир эскадрильи 38-го скоростного бомбардировочного авиационного полка 100-й скоростной бомбардировочной авиационной бригады | 20.11.1906    | 29.09.1944  | Выполнил несколько боевых вылетов, проявляя личный героизм. В Великой Отечественной войне командовал бомбардировочными авиационными полками, затем служил в инспекции ВВС. Полковник (1944) Артамонов погиб в авиационной катастрофе. |
| 6  | указ от 29.08.1939 (посмертно) | Балашов, Александр Иванович         | Капитан              | помощник командира 22-го истребительного авиационного полка                                                                      | 31.05.1905    | 13.07.1939  | Провёл 5 воздушных боёв, сбил 1 самолёт лично. Был ранен, досрочно вернулся в полк, в первом же боевом вылете вновь был тяжело ранен и через 3 дня умер от ран. |
| 7  | указ от 17.11.1939             | Борисенко, Григорий Яковлевич       | Капитан              | командир разведывательного батальона 6-й лёгкой танковой бригады                                                                 | 21.09.1901    | 29.07.1972  | В бою уничтожил японскую батарею. Когда в разведке его танк был подбит, сумел через сутки вернуться из японского тыла и доставил ценные сведения о противнике В Великой Отечественной войне командовал танковыми бригадами. Полковник (1943) Борисенко с 1953 года в запасе. |
| 8  | указ от 17.11.1939             | Босов, Алексей Петрович             | Старший лейтенант    | командир роты бронемашин 8-й мотоброневой бригады                                                                                | 21.03.1910    | 18.11.1941  | С 30 мая по 10 июля 1939 его рота при поддержке других подразделений отбила атаку танкового батальона, уничтожив 10 танков, 2 бронемашины и 6 орудий противника. В завершающей операции конфликта в августе 1939 его рота уничтожила 10 орудий и до 220 солдат. В Великой Отечественной войне капитан Босов командовал ротой тяжелых танков и геройски погиб в бою на Западном фронте.                                                                  |
| 9  | указ от 17.11.1939 (посмертно) | Бронец, Иван Иванович               | Младший командир     | механик-водитель огнемётного танка 6-й лёгкой танковой бригады                                                                   | 1914          | 24.08.1939  | В боях уничтожил в составе экипажа свыше 50 солдат противника. Погиб в бою смертью храбрых. |
| 10 | указ от 17.11.1939 (посмертно) | Бурмистров, Михаил Фёдорович        | Майор                | командир 150-го смешанного авиационного полка 100-й скоростной бомбардировочной авиационной бригады                              | 11.09.1901    | 25.08.1939  | Выполнил 22 боевых вылета. Погиб в воздушном бою. |
| 11 | указ от 29.08.1939             | Васильев, Александр Фёдорович       | Старший лейтенант    | командир танковой роты 11-й лёгкой танковой бригады                                                                              | 09.06.1911    | 06.02.1999  | В ходе Баин-Цаганского сражения 5 июля 1939 года 4 танка БТ-5 под командованием Васильева вступили в бой с 11 танками противника и уничтожили 4 из них без своих потерь. Неоднократно проявил героизм и в других боях. В Великой Отечественной войне командовал танковой ротой, был тяжело ранен и затем служил в танковом училище. С 1946 года майор Васильев в запасе.                                                                                |
| 12 | указ от 17.11.1939             | Воеводин, Леонид Михайлович         | Капитан              | командир батареи 185-го артиллерийского полка                                                                                    | 14.08.1911    | 20.09.1983  | В бою 23 июля 1939 года был ранен, но не покинул поля боя и продолжил управлять огнём своей батареи. В Великой Отечественной войне — командир артиллерийского полка. Генерал-лейтенант. С 1968 года в запасе. |
| 13 | указ от 29.08.1939 (посмертно) | Глазыкин, Николай Георгиевич        | Майор                | командир 22-го истребительного авиационного полка                                                                                | 18.12.1910    | 22.06.1939  | Выполнил несколько боевых вылетов. В своём последнем сбою сбил 1 японский истребитель, но затем был сбит сам и погиб. |
| 14 | указ от 17.11.1939             | Гринёв, Николай Васильевич          | Лейтенант            | помощник командира эскадрильи 22-го истребительного авиационного полка                                                           | 01.10.1910    | 28.04.1963  | Выполнил 157 боевых вылетов, провёл 25 воздушных боёв, лично сбил 4 самолёта и 6 в группе. Штурмовыми ударами по японским аэродромам сжёг на земле 4 самолёта. В Великой Отечественной войне командовал истребительным авиационным полком, выполнил более 150 боевых вылетов, провёл 46 воздушных боёв, сбил 3 самолёта (все — лично). С 1946 года подполковник Гринёв в отставке.                                                                      |
| 15 | указ от 29.08.1939             | Грицевец, Сергей Иванович           | Майор                | командир эскадрильи 70-го истребительного авиационного полка и сводной истребительной авиационной группы                         | 19.07.1909    | 16.09.1939  | На Халхин-Голе стал дважды Героем Советского Союза (впервые был удостоен звания Героя за участие в боях в Испании). Выполнил 138 боевых вылетов, сбил 12 самолётов. Лучший советский ас в боях на Халхин-Голе. Погиб в авиационной катастрофе. |
| 16 | указ от 17.11.1939 (посмертно) | Грухин, Николай Фёдорович           | Майор                | командир 127-го стрелкового полка 57-й стрелковой дивизии                                                                        | 11.03.1902    | 28.08.1939  | В завершающей наступательной операции полк за сутки 26 августа 1939 года с боем продвинулся на 12 километров и глубоко прорвался в тыл японских войск. 27 августа полк форсировал реку Хайластын-Гол. Погиб в бою. |
| 17 | указ от 17.11.1939             | Данилов, Степан Павлович            | Майор                | командир 56-го истребительного авиационного полка                                                                                | 15.12.1909    | 24.05.1945  | Совершил 60 боевых вылетов, лично сбил 8 японских самолётов. Третий советский ас по числу побед в боях на Халхин-Голе. В Великой Отечественной войне командовал авиационными дивизиями и истребительным авиационным корпусом. Выполнил 112 боевых вылетов, в 23 воздушных боях сбил 2 самолёта лично и 1 в группе. Генерал-майор авиации (1943) С. Данилов погиб в авиационной катастрофе.                                                              |
| 18 | указ от 17.11.1939 (посмертно) | Ермаков, Андрей Павлович            | Капитан              | командир батальона 149-го мотострелкового полка 36-й мотострелковой дивизии                                                      | 14.10.1904    | 23.08.1939  | Во главе батальона отразил несколько атак японских войск. Переходя в контратаки, батальон нанёс большой урон врагу. Неоднократно проявлял личный героизм. Погиб в бою. |
| 19 | указ от 17.11.1939             | Жердев, Николай Прокофьевич         | Капитан              | командир эскадрильи 70-го истребительного авиационного полка                                                                     | 05.05.1911    | 15.11.1942  | Совершил 105 боевых вылетов (в том числе 14 штурмовых ударов), в 17-ти воздушных боях сбил лично 11 японских самолётов и 3 в группе. В Великой Отечественной войне командовал истребительным авиационным полком, по некоторым данным, сбил 2 самолёта лично и 3 в группе. Погиб в авиационной катастрофе. |
| 20 | указ от 29.08.1939             | Жуков, Георгий Константинович       | Комкор               | командующий 1-й армейской группой                                                                                                | 01.12.1896    | 18.06.1974  | Руководил советскими войсками в боевых действиях на Халхин-Голе, добился полного разгрома вторгшихся в МНР японских войск и восстановления государственной границы. В Великой Отечественной войне начальник Генерального штаба, заместитель Верховного Главнокомандующего, командующий рядом фронтов. Четырежды Герой Советского Союза. Маршал Советского Союза (1943).                                                                                 |
| 21 | указ от 29.08.1939             | Задорин, Николай Степанович         | Старший лейтенант    | командир танковой роты 11-й лёгкой танковой бригады                                                                              | 24.11.1908    | 15.11.1941  | В течение 12 июля 1939 года участвовал в 3 танковых атаках, подавил 6 огневых точек японцев и отбуксировал из-под огня 2 подбитых танка. В Великой Отечественной войне — помощник начальника штаба танкового полка. Погиб в бою на Ленинградском фронте. |
| 22 | указ от 17.11.1939             | Зайцев, Александр Андреевич         | Капитан              | командир 70-го истребительного авиационного полка                                                                                | 12.12.1911    | 25.12.1965  | Совершил 118 боевых вылетов, провёл 29 воздушных боёв, лично сбил 6 японских самолётов. В Великой Отечественной войне — помощник командира и командир истребительного авиационного полка, в 76 боевых вылетах сбил 1 самолёт лично. Подполковник А. Зайцев с 1952 года в запасе. |
| 23 | указ от 29.08.1939             | Заиюльев, Николай Николаевич        | Майор                | командир батальона, затем командир 603-го стрелкового полка 82-й мотострелковой дивизии                                          | 01.11.1906    | 25.09.1986  | Неоднократно поднимал бойцов в штыковую атаку. Во время одной из них со взводом бойцов разгромил группу японских солдат, уничтожив 23 из них. В Великой Отечественной войны командовал стрелковыми полком и дивизией. Генерал-майор (1949) Н. Заиюльев с 1953 года в отставке. |
| 24 | указ от 17.11.1939             | Ильченко, Николай Петрович          | Капитан              | командир танковой роты 11-й лёгкой танковой бригады                                                                              | 22.05.1911    | 22.07.1942  | В завершающем наступлении рота за два дня августа 1939 года уничтожила 7 орудий и 11 пулемётных точек противника. В Великую Отечественную войну майор Н. Ильченко воевал начальником штаба танкового полка, заместителем начальника штаба и заместителем командира танковой бригады. Пропал без вести на Брянском фронте. |
| 25 | указ от 29.08.1939             | Калачёв, Владимир Николаевич        | Батальонный комиссар | комиссар 22-го истребительного авиационного полка                                                                                | 10.08.1910    | 28.02.1942  | Выполнил несколько боевых вылетов, в 9 воздушных боях сбил 2 японских истребителя. По другим данным, на Халхин-Голе провёл 20 боёв, сбил лично 6 самолётов и 2 в группе. В Великой Отечественной войне командовал истребительным авиационным полком. Сбил, по разным данным, от 2 до 4 самолётов врага. Майор В. Калачёв погиб в воздушном бою на Брянском фронте при таране немецкого самолёта.                                                        |
| 26 | указ от 29.08.1939 (посмертно) | Киселёв, Африкан Иванович           | Старший лейтенант    | политрук танковой роты 11-й лёгкой танковой бригады                                                                              | 26.03.1910    | 10.07.1939  | В Баин-Цаганском сраженим с 3 по 6 июля 1939 года лично уничтожил 2 танка, 1 орудие и 2 крупнокалиберных пулемёта. Был смертельно ранен и умер в госпитале. |
| 27 | указ от 29.08.1939             | Кожухов, Василий Николаевич         | Старший лейтенант    | врио командира батальона 24-го мотострелкового полка 36-й моторизованной стрелковой дивизии                                      | 13.07.1907    | 10.07.1939  | В Баин-Цаганском сражении у горы Баин-Цаган с 3 по 10 июля 1939 года батальон под его командованием завладел узлом сопротивления японцев, уничтожив до 300 солдат. Был смертельно ранен и умер в госпитале. |
| 28 | указ от 29.08.1939             | Козлитин, Мефодий Михайлович        | Младший командир     | старший механик-водитель танка 11-й лёгкой танковой бригады                                                                      | 07.04.1913    | 15.06.1986  | В Баин-Цаганском сражении 6 июля 1939 года экипаж его танка прорвал японскую оборону, но танк был подбит. Козлитин вёл огонь из пулемёта, уничтожив около 50 японских солдат, затем прорвался в расположение своей части. В Великой Отечественной войне — командир танковой роты и заместитель командира батальона, в сентябре 1942 года был тяжело ранен. После выздоровления на преподавательской работе. Полковник М. Козлитин с 1959 года в запасе. |
| 29 | указ от 17.11.1939             | Козлов, Дмитрий Фёдорович           | Младший лейтенант    | командир взвода огнемётных танков 11-й лёгкой танковой бригады                                                                   | 14.01.1914    | 28.02.1973  | В бою 20 августа 1939 года взвод под его командованием уничтожил 3 противотанковых орудия, разгромил пехотный батальон и обеспечил продвижение стрелковых частей. В Великой Отечественной войны командовал танковым батальоном и танковым полком, был тяжело ранен. Подполковник Д. Козлов с 1946 года в отставке. |
| 30 | указ от 17.11.1939             | Копцов, Василий Алексеевич          | Капитан              | командир батальона 6-й лёгкой танковой бригады                                                                                   | 01.01.1904    | 03.03.1943  | В бою 25 августа 1939 года во главе экипажа вёл бой в подбитом танке, организовав круговую оборону. Продержался до подхода подкрепления. В Великой Отечественной войны командовал танковыми бригадой, дивизией, корпусом. Генерал-майор танковых войск (1941) Копцов погиб в бою на Юго-Западном фронте. |
| 31 | указ от 17.11.1939             | Котцов, Александр Васильевич        | Старший политрук     | комиссар отдельного разведывательного батальона 6-й лёгкой танковой бригады                                                      | 05.12.1912    | 09.03.1996  | В бою 23 августа 1939 года ворвался на танке в расположение врага и уничтожил противотанковую пушку с расчётом. Когда танк был подбит, отбивал натиск врага, прикрывая ремонт танка экипажем. При прорыве к своим экипаж уничтожил несколько солдат и прибуксировал трофейное орудие. В Великой Отечественной войне — комиссар танковых бригад. Полковник (1942) А. Котцов с 1956 года в отставке.                                                      |
| 32 | указ от 29.08.1939 (посмертно) | Кочетов, Михаил Сергеевич           | Младший командир     | командир бронемашины 9-й мотобронебригады                                                                                        | 03.10.1913    | 18.07.1939  | Проявил героизм в ходе Баин-Цаганского сражения в начале июля 1939 года. Погиб в бою. |
| 33 | указ от 29.08.1939             | Кравченко, Григорий Пантелеевич     | Майор                | командир 22-го истребительного авиационного полка                                                                                | 12.10.1912    | 23.02.1943  | На Халхин-Голе стал дважды Героем Советского Союза (впервые был удостоен звания Героя за участие в боях в Китае). Выполнил несколько боевых вылетов, в 8 воздушных боях сбил 4 японских самолёта лично и 1 в группе. В Великой Отечественной войне командовал истребительными авиационными дивизиями. Генерал-лейтенант (1940) Г. П. Кравченко погиб в воздушном бою.                                                                                   |
| 34 | указ от 17.11.1939             | Красноюрченко, Иван Иванович        | Лейтенант            | помощник командира эскадрильи 22-го истребительного авиационного полка                                                           | 03.09.1910    | 01.04.1970  | Совершил 11 боевых вылетов, участвовал в 33-х воздушных боях, сбил 5 самолётов лично. Выполнил 45 штурмовок по наземным войскам. В Великой Отечественной войне командовал авиационными дивизиями, сбил 3 самолёта лично и 16 в группе. Генерал-майор авиации (1953) И. Красноюрченко с 1956 года в запасе. |
| 35 | указ от 29.08.1939             | Кукин, Алексей Васильевич           | Старший лейтенант    | командир танковой роты 11-й лёгкой танковой бригады                                                                              | 12.02.1912    | 24.12.1977  | В ходе Баин-Цаганского сражения и последующих боёв у горы Баин-Цаган 3—13 июля 1939 несколько раз водил роту в атаки. Уничтожено до 2-х рот пехоты, 3 противотанковые батареи. В Великой Отечественной войны командовал танковым батальоном, был тяжело ранен, после госпиталя — на тыловой и преподавательской работе. Полковник А. Кукин с 1960 года в запасе.                                                                                        |
| 36 | указ от 29.08.1939             | Кустов, Виктор Павлович (посмертно) | Капитан              | командир эскадрильи 56-го истребительного авиационного полка                                                                     | 26.04.1909    | 03.08.1939  | Сбил 1 истребитель, через несколько дней сбил тараном 1 бомбардировщик и погиб. |
| 37 | указ от 17.11.1939             | Куцевалов, Тимофей Фёдорович        | Полковник            | командир 56-го истребительного авиационного полка                                                                                | 21.01.1904    | 06.01.1975  | Совершил 54 боевых вылета (в том числе 17 — на штурмовку), провёл 19 воздушных боев, сбил 4 самолета лично и 5 в группе. Полк под его командованием уничтожил 153 японских самолёта и 1 аэростат, потеряв 25 своих самолётов и 14 лётчиков. В Великой Отечественной войне командовал воздушными армиями. Генерал-лейтенант авиации (1941) Т. Куцевалов с 1959 года в запасе.                                                                            |
| 38 | указ от 17.11.1939             | Лазарев, Евгений Кузьмич            | Младший командир     | командир танка 6-й лёгкой танковой бригады                                                                                       | 25.02.1918    | 04.12.1942  | За время боёв экипаж Лазарева уничтожил 4 противотанковых орудия, 2 пулемёта, около взвода солдат. 22 августа 1939 года отбуксировал из-под обстрела подбитый танк комиссара части, 24 августа таким же образом спас танк командира батальона. В Великой Отечественной войне — командир танкового батальона. Погиб на Юго-Западном фронте. |
| 39 | указ от 17.11.1939             | Луговой, Василий Петрович           | Младший командир     | командир танка 11-й лёгкой танковой бригады                                                                                      | 28.11.1915    | 13.08.2000  | 21—22 августа 1939 года во главе экипажа оборонял свой подбитый танк. Был ранен, но продолжил вести бой. Участник Великой Отечественной войны. |
| 40 | указ от 17.11.1939             | Лукин, Михаил Алексеевич            | Капитан              | начальник штаба танкового батальона 11-й лёгкой танковой бригады                                                                 | 01.12.1907    | 17.10.1941  | 21—22 августа 1939 года во главе группы танков совершил рейд в японский тыл, разгромил базу снабжения и автомобильную колонну. В Великой Отечественной войны майор М. Лукин командовал танковым полком, погиб смертью храбрых в бою на Западном фронте. |
| 41 | указ от 29.09.1939             | Мартышкин, Сергей Петрович          | Отделённый командир  | командир отделения 149-го мотострелкового полка 36-й мотострелковой дивизии                                                      | 29.07.1915    | 01.06.1961  | В ходе Баин-Цаганского сражения 3—4 июля 1939 года не раз поднимался в атаку первым в роте, уничтожил несколько японских солдат, был дважды ранен. В Великой Отечественной войне не участвовал по состоянию здоровья, работал в тылу. |
| 42 | указ от 29.08.1939             | Михайлов, Григорий Михайлович       | Майор                | командир танкового батальона 11-й лёгкой танковой бригады                                                                        | 29.09.1901    | 02.05.1942  | В первый день решающего наступления 20 августа 1939 года танковый батальон Г. М. Михайлова отлично действовал при прорыве японской обороны и обеспечил успех наступательной операции. В Великой Отечественной войне — командир танковой и механизированной дивизий. Полковник Михайлов погиб в бою на Западном фронте. |
| 43 | указ от 17.11.1939             | Мороз, Евгений Евдокимович          | Лейтенант            | командир танкового взвода 11-й лёгкой танковой бригады                                                                           | 28.07.1904    | 05.12.1970  | Отличился в решающей наступательной операции по окружению и уничтожению японской группировки 20—31 августа 1939 года. Многократно ходил в танковые атаки, проявляя личный героизм. В Великой Отечественной войны командовал танковым полком, был тяжело ранен. Подполковник Е. Мороз с 1947 года в отставке. |
| 44 | указ от 17.11.1939 (посмертно) | Московский, Александр Николаевич    | Старший политрук     | комиссар стрелково-пулемётного батальона 8-й мотоброневой бригады                                                                | 15.08.1907    | 28.08.1939  | Во время боёв был ранен, но вернулся в строй. В бою 28 августа 1939 года возглавил ночную контратаку роты против японского батальона, пытавшегося прорваться из окружения. Противник был отброшен. Погиб в этом бою. |
| 45 | указ от 29.08.1939             | Мошин, Александр Фёдорович          | Лейтенант            | лётчик 56-го истребительного авиационного полка                                                                                  | 28.08.1917    | 13.07.1943  | Сбил лично 1 (тараном) и в группе 3 японских самолёта, был ранен. Участник советско-финской войны 1939—1940 годов, сбил лично 1 самолёт. В Великой Отечественной войне командовал звеном и эскадрильей, выполнил 212 боевых вылетов, сбил лично 4 самолёта. Капитан А. Мошин погиб в воздушном бою. |
| 46 | указ от 17.11.1939             | Мясников, Иван Степанович           | Младший лейтенант    | командир роты 5-й мотострелковой пулемётной бригады                                                                              | 17.09.1912    | 25.09.1941  | В боях 8—24 июля 1939 года многократно участвовал в атаках, уничтожил более 20 японских солдат. В Великой Отечественной войне командовал батальоном. Погиб в Киевском котле на Юго-Западном фронте. |
| 47 | указ от 17.11.1939             | Нога, Митрофан Петрович             | Старший лейтенант    | командир эскадрильи 70-го истребительного авиационного полка                                                                     | 19.08.1914    | 22.12.1986  | Выполнил 109 боевых вылетов, в 22 воздушных боях сбил лично 9 и в группе 2 японских самолёта (по другим данным, сбил лично 4 и в группе 8 самолётов). В Великой Отечественной войне командовал истребительными авиационными полками и дивизиями. Генерал-лейтенант авиации (1958) М. Нога с 1963 в запасе. |
| 48 | указ от 29.08.1939             | Орлов, Леонид Александрович         | Старший лейтенант    | помощник командира эскадрильи 70-го истребительного авиационного полка                                                           | 25.08.1911    | 15.03.1943  | Сбил лично 3 самолёта. В Великой Отечественной войне командовал истребительным авиационным полком. Майор Л. Орлов погиб при аварии самолёта на фронтовом аэродроме. |
| 49 | указ от 17.11.1939 (посмертно) | Поднавозный, Степан Трофимович      | Младший командир     | механик-водитель танка 6-й лёгкой танковой бригады                                                                               | 24.08.1917    | 24.08.1939  | 21 августа 1939 года с экипажем уничтожил около 50 одиночных окопов и 2 огневые точки. 24 августа отбуксировал из-под огня подбитый советский танк, при этом был тяжело ранен, умер в госпитале. |
| 50 | указ от 29.08.1939             | Пономарёв, Павел Елизарович         | Младший командир     | командир отделения связи 603-го стрелкового полка 82-й стрелковой дивизии                                                        | 23.03.1904    | 16.08.1973  | В ночь с 12-го на 13 июля 1939 года столкнулся с японской диверсионной группой, был тяжело ранен, но продолжил вести бой и вынудил японцев отступить. В Великой Отечественной войне не участвовал, служил в органах НКВД СССР. |
| 51 | указ от 17.11.1939 (посмертно) | Попов, Николай Захарович            | Младший командир     | командир орудия 175-го артиллерийского полка 36-й мотострелковой дивизии                                                         | 03.06.1915    | 08.07.1939  | В боях 29—30 мая 1939 года расчёт Н. Попова уничтожил 1 танк, 2 бронемашины, 8 автомашин с пехотой. При отражении атаки 8 июля весь расчёт вышел из строя, один продолжал вести огонь из орудия в упор. Погиб в этом бою смертью храбрых. |
| 52 | указ от 29.08.1939             | Просолов, Иван Васильевич           | Младший командир     | механик-водитель танка 11-й лёгкой танковой бригады                                                                              | 19.10.1916    | 27.04.1959  | В ходе Баин-Цаганского сражения 3—5 июля 1939 года его танк был подбит, в течение 40 часов вёл из танка огонь по японцам, уничтожив десятки солдат. Когда подкрепление отбросило противника, пересел в другой танк и продолжил бой. В Великой Отечественной войне не участвовал (не был призван по состоянию здоровья). |
| 53 | указ от 17.11.1939             | Пьянков, Александр Петрович         | Лейтенант            | командир звена 22-го истребительного авиационного полка                                                                          | 03.11.1915    | 27.06.1988  | Совершил 112 боевых вылетов (в том числе 17 на разведку), в 21 воздушном бою сбил лично 3 и в группе 8 японских самолётов. В Великой Отечественной войне — заместитель командира истребительного авиаполка, сбил 1 самолёт лично. Тяжело ранен в октябре 1941 года, после выхода из госпиталя служил в Инспекции ВВС. Полковник А. Пьянков с 1960 года в запасе.                                                                                        |
| 54 | указ от 29.08.1939             | Рахов, Виктор Георгиевич            | Старший лейтенант    | командир звена — помощник командира 22-го истребительного авиационного полка                                                     | 01.01.1914    | 29.08.1939  | Совершил 68 боевых вылетов, провёл свыше 15 воздушных боёв, сбил лично 9 и в группе 9 японских самолётов. 27 августа 1939 года был тяжело ранен зенитным огнём, умер в госпитале. |
| 55 | указ от 29.08.1939 (посмертно) | Ремизов, Иван Михайлович            | Майор                | командир 149-го мотострелкового полка 36-й мотострелковой дивизии                                                                | 21.05.1901    | 08.07.1939  | Умело руководил полком в боевых действиях, в том числе в Баин-Цаганском сражении в начале июля 1939 года. Неоднократно проявлял личный героизм. Погиб в бою. |
| 56 | указ от 17.11.1939             | Рыбкин, Александр Степанович        | Майор                | командир артиллерийского дивизиона 175-го артиллерийского полка 36-й мотострелковой дивизии                                      | 22.10.1904    | 26.08.1968  | Отличился в решающей наступательной операции по окружению и уничтожению японской группировки 20—31 августа 1939 года, обеспечивая артиллернийскую поддержку наступавших войск. В Великой Отечественной войны командовал артиллерийской противотанковой бригадой, был тяжело ранен. Полковник А. Рыбкин с 1956 года в запасе. |
| 57 | указ от 29.08.1939             | Скобарихин, Витт Фёдорович          | Старший лейтенант    | командир эскадрильи 22-го истребительного авиационного полка                                                                     | 25.06.1910    | 25.08.1989  | Совершил 159 боевых вылетов, в 26 воздушных боях сбил 5 японских самолётов лично (в том числе 1 — тараном) и 6 в группе. В Великой Отечественной войне — заместитель командира и командир истребительных авиационных дивизий. Полковник В. Скобарихин с 1954 года в запасе. |
| 58 | указ от 17.11.1939             | Скопин, Павел Алексеевич            | Батальонный комиссар | комиссар танкового батальона 6-й лёгкой танковой бригады                                                                         | 22.02.1902    | 09.09.1967  | Отличился в решающей наступательной операции по окружению и уничтожению японской группировки 20—31 августа 1939 года. В бою 29 августа 1939 года по выводу из окружения отсечённого противником стрелкового полка был тяжело ранен, но остался в строю до полного выполнения боевой задачи. В Великой Отечественной войне из-за последствий ранения служил в военно-учебных заведениях. С 1950 года полковник П. Скопин в отставке.                     |
| 59 | указ от 17.11.1939             | Слободзян, Василий Семёнович        | Младший командир     | механик-водитель танка 6-й лёгкой танковой бригады                                                                               | 23.03.1916    | 02.1942     | В боях в составе экипажа уничтожил 3 орудия и 15 солдат противника. В Великой Отечественной войне — командир танка. Старший лейтенант В. Слободзян пропал без вести на Юго-Западном фронте. |
| 60 | указ от 17.11.1939             | Смирнов, Борис Александрович        | Майор                | инспектор по технике пилотирования 70-го истребительного авиационного полка                                                      | 18.10.1910    | 17.05.1984  | Выполнил 70 боевых вылетов, провёл 9 воздушных боёв, лично сбил 4 самолёта. Ранее в боях в Испании сбил лично 2 самолёта. В Великой Отечественной войне — командир истребительной авиационной дивизии. Генерал-майор авиации (1945) Б. Смирнов с 1946 года в отставке. |
| 61 | указ от 17.11.1939             | Смушкевич, Яков Владимирович        | Комкор               | командующий ВВС 1-й армейской группы                                                                                             | 14.04.1902    | 28.10.1941  | На Халхин-Голе стал дважды Героем Советского Союза (впервые был удостоен звания Героя за участие в боях в Испании). Умело руководил боевыми действиями советских ВВС в ходе боёв, которые добились решительного перелома в ходе воздушной войны на Халхин-Голе. Генерал-лейтенант авиации (1940) Я. Смушкевич был арестован 8 июля 1941 года, незаконно и необоснованно расстрелян без суда. Реабилитирован посмертно.                                  |
| 62 | указ от 17.11.1939             | Спехов, Фёдор Яковлевич             | Старший лейтенант    | помощник командира роты боевого обеспечения 6-й лёгкой танковой бригады                                                          | 05.02.1905    | 01.04.1945  | В бою 22 августа 1939 года он был назначен старшим группы из 7 танков с приказом уничтожения опорного пункта японской обороны. Успешно выполнил задачу, в этом бою (в том числе огнём из огнемёта) экипаж его танка уничтожил 4 противотанковых орудия, 6 пулемётов, до 50 японских солдат и офицеров. В Великой Отечественной войне — командир танкового полка, заместитель командира танковой бригады. Подполковник Ф. Спехов погиб в бою.            |
| 63 | указ от 29.08.1939             | Степанов, Евгений Николаевич        | Капитан              | инспектор по технике пилотирования 19-го истребительного авиационного полка                                                      | 22.05.1911    | 05.09.1996  | Выполнил свыше 100 боевых вылетов, провёл 40 воздушных боёв, лично сбил 2 самолёта. Ранее в боях в Испании сбил лично по разным данным от 8 до 12 самолётов. В Великой Отечественной войне на штабной работе. Полковник Е. Степанов с 1948 года в отставке. |
| 64 | указ от 29.08.1939 (посмертно) | Суворов, Александр Иванович         | Старший политрук     | комиссар танкового батальона 6-й лёгкой танковой бригады                                                                         | 17.10.1908    | 24.08.1939  | Отличился в решающей наступательной операции по окружению и уничтожению японской группировки 20—31 августа 1939 года. 20—24 августа 1939 года во главе экипажа уничтожил 4 противотанковых орудия, 6 пулемётов, артиллерийскую батарею. Погиб в бою. |
| 65 | указ от 17.11.1939             | Терёхин, Макар Фомич                | Полковник            | командир 11-го механизированного корпуса                                                                                         | 17.03.1896    | 30.03.1967  | Умело командовал корпусом в ходе боевых действий, особенно отличился в ходе завершающей операции по уничтожению и разгрому японских войск с 20 по 31 августа 1939 года. В советско-японской войне 1945 года — командующий армией. Генерал-лейтенант танковых войск (1940) М. Терёхин с 1954 года в запасе. |
| 66 | указ от 17.11.1939 (посмертно) | Тихонов, Василий Иванович           | Младший лейтенант    | политрук разведроты 9-й мотоброневой бригады                                                                                     | 31.01.1912    | 03.07.1939  | В бою 2 июля 1939 года в критический момент боя заменил собой выбывшего из строя командира роты и возглавил отражение нескольких японских контратак. Погиб в бою. |
| 67 | указ от 29.08.1939             | Трубаченко, Василий Петрович        | Старший лейтенант    | командир эскадрильи 19-го истребительного авиационного полка                                                                     | 10.04.1912    | 16.09.1941  | Выполнил 120 вылетов, провёл 30 воздушных боёв, лично сбил 5 самолётов и 3 в группе. В Великой Отечественной войне — заместитель командира истребительного авиационного полка. Капитан В. Трубаченко сбил 3 немецких самолёта. Погиб в воздушном бою. |
| 68 | указ от 29.08.1939             | Федюнинский, Иван Иванович          | Полковник            | командир 24-го моторизованного полка 36-й мотострелковой дивизии                                                                 | 30.07.1900    | 17.10.1977  | Отличился в ходе летних боёв (отражение японских атак) и в завершающей операции по уничтожению и разгрому японских войск с 20 по 31 августа 1939 года. В Великой Отечественной войне командовал фронтом и армиями. Генерал армии (1955). |
| 69 | указ от 17.11.1939             | Филатов, Василий Романович          | Старший лейтенант    | командир танковой роты 11-й лёгкой танковой бригады                                                                              | 28.02.1909    | 04.02.1996  | Отличился в ходе Баин-Цаганского сражения с 3 по 5 июля 1939 года: умело командуя ротой, участвовал в уничтожении ударной группировки противника. 20 августа 1939 года тяжело ранен. В Великой Отечественной войне командовал танковыми батальонами и бригадами. Полковник В. Филатов с 1961 года в отставке. |
| 70 | указ от 29.08.1939             | Чистяков, Виктор Феофанович         | Старший лейтенант    | помощник командира 22-го истребительного авиационного полка                                                                      | 10.11.1906    | 23.04.1959  | В воздушных боях сбил 3 японских самолёта. 29 июля 1939 года был ранен. В Великой Отечественной войне командовал запасным авиационным полком. |
| 71 | указ от 29.08.1939             | Штерн, Григорий Михайлович          | Командарм 2 ранга    | командующий фронтовым управлением                                                                                                | 06.08.1900    | 28.10.1941  | Звания Героя присвоено за мужество и отвагу, проявленные при выполнении воинского долга. Затем на высоких командных должностях, генерал-полковник (1940). 7 июня 1941 года был арестован, необоснованно и незаконно расстрелян без суда. Реабилитирован посмертно. |
| 72 | указ от 29.08.1939             | Якименко, Антон Дмитриевич          | Старшина             | флаг-штурман эскадрильи 22-го истребительного авиационного полка                                                                 | 28.02.1909    | 06.12.2006  | В воздушных боях сбил 3 японских самолёта (по другим данным 7 самолётов). Был тяжело ранен. В Великой Отечественной войне командовал эскадрильей и истребительным авиационным полком, сбил 13 немецких самолётов. Генерал-лейтенант авиации А. Якименко с 1972 года в отставке. |
| 73 | указ от 29.08.1939             | Яковлев, Михаил Павлович            | Комбриг              | командир 11-й лёгкой танковой бригады                                                                                            | 18.11.1903    | 12.07.1939  | Отличился в ходе Баин-Цаганского сражения 3—5 июля 1939 года, атаковав бригадой позиции японцев и вынудив их сначала перейти к обороне, а затем и к отходу. Погиб в бою. |

## Статистическая информация
Из числа удостоенных звания Героя Советского Союза 70 советских воинов служили в родах войск:
- 27 лётчиков
- 26 танкистов
- 14 пехотинцев и общевойсковых командиров
- 3 артиллериста.

Наибольшее количество Героев (17 военнослужащих) воевало в составе 11-й лёгкой танковой бригады и 6-й лёгкой танковой бригады (10 человек). В Военно-воздушных силах наибольшее число Героев воевало в составе 22-го истребительного авиационного полка (10 человек) и 70-го истребительного авиационного полка (6 Героев).

### Судьба Героев
Судьбы Героев, получивших это звание за подвиги на Халхин-Голе сложились по-разному:
- 20 человек — погибли в боях на Халхин-Голе и были удостоены звания Героя посмертно
- 17 человек — погибли, пропали без вести и умерли от ран на фронтах Великой Отечественной войны
- 3 человека — погибли в авиационных катастрофах (в том числе в годы Великой Отечественной войны)
- 2 человека — незаконно репрессированы в 1941 году, реабилитированы посмертно
- 1 человек — присвоено звание Героя живому, но погиб в бою на Халхин-Голе в день подписания указа (В. Г. Рахов)

Практически все Герои Халхин-Гола сражались на фронтах Великой Отечественной войны (за небольшим исключением инвалидов, не призванных на службу, или по причине последствий ранений служивших в тыловых частях и военно-учебных заведениях). Многие совершили новые подвиги, неоднократно награждались орденами и медалями, выросли в крупных военачальников и командиров. Г. К. Жуков стал Маршалом Советского Союза, И. И. Федюнинский — генералом армии, К. Н. Абрамов и Г. М. Штерн — генерал-полковниками.